# Dynastie de E
La Dynastie de E est, suivant une chronique dynastique de Babylone, une dynastie constituée de trois rois qui aurait dirigé cette cité d'environ 979 à 940 av. J.-C. Rien n'est connu sur les faits événementiels de ces règnes, qui en fait sont largement dominés par un seul roi, le fondateur Nabu-mukin-apli qui règne pendant vingt-cinq ans, ses deux successeurs ne restant en place que huit mois pour le premier voire quelques années pour le second, la durée du règne de ce dernier n'étant pas connue. Ces rois prennent place dans une période très chaotique de l'histoire babylonienne durant laquelle les dynasties se succèdent sans que les rois n'arrivent à stabiliser la situation face aux incursions des Araméens et d'autres peuples.
Les trois rois qui auraient constitué cette dynastie sont :
- Nabû-mukin-apli (en), 979-944 ;
- Ninurta-kudurri-usur II, 944 ;
- Mar-biti-ahhe-iddina (en), 943-?.